# Тундра хребта Брукс и гор Бритиш-Маунтинс

Ту́ндра хребта́ Брукс и гор Бри́тиш-Ма́унтинс (англ. Brooks-British Range tundra) — североамериканский континентальный экологический регион горной тундры, выделяемый Всемирным фондом дикой природы.

## Расположение
Тундра хребта Брукс и гор Бритиш-Маунтинс расположена на горном поясе, образованном хребтом Брукс на западе и горами Бритиш-Маунтинс на востоке. Она тянется с северо-запада Аляски до крайнего северо-запада Северо-Западных территорий.